# Rick Moses

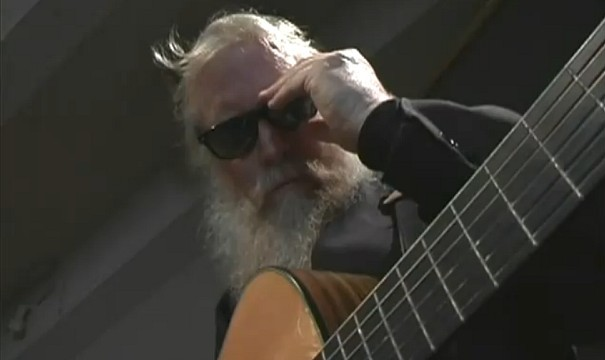
Rick Moses

Rick Moses (* 5. September 1952 in Washington, D.C. als Richard Cantrell Moses II) ist ein US-amerikanischer Schauspieler und Musiker.

## Leben
Nachdem Rick Moses 1971 in der US-Serie Kobra, übernehmen Sie sein Schauspieldebüt gab, spielte er 1980 den Hutch in der US-Soap General Hospital. 1986 zog Moses sich von der Schauspielerei zurück um sich ganz seiner eigentlichen Leidenschaft, der Musik, zu widmen. Seit 1978 spielt er in seiner eigenen Band.
Rick Moses ist der Sohn des Ex-Politikers Richard Cantrell Moses und der Schauspielerin Marian McCargo. Sein Bruder ist der Schauspieler William R. Moses. Der Künstler ist seit 1976 mit Jonnie Morris verheiratet. Das Paar hat zwei Kinder.